# مرزة سوداء
مُرْزَة سوداء أو هار أسود (بالإنجليزية: Circus maurus)‏ هو نوع من الطيور من الجوارح لونه أسود يعيش في جنوب أفريقيا ويعتبر من الجوارح القوية جدا.

## روابط خارجية
- Black Harrier - Species text in The Atlas of Southern African Birds
- BirdLife Species Factsheet
- Black Harrier videos on the Internet Bird Collection
- Black Harrier at Raptors Namibia
- Black harrier photos at Fernkloof Nature Reserve